# 䱵科
䱵科為輻鰭魚綱日鱸目的一個科。

## 分布
本科魚類分布於全球三大洋之熱帶及副熱帶海域。

## 深度
大部分分布於潮間帶到數十公尺的海域。

## 特徵
本科魚類體呈橢圓形或延長，稍側扁。身體高度為其標準長度的21%至50%，體被圓鱗或櫛鱗，側線單一完整，近於平直。口小且端位。前上頷骨後部寬大，能伸縮。上下頷齒尖細，成為一齒帶，外列為犬齒狀齒，上頷前方者最長。前鰓蓋骨後緣呈鋸齒狀，主鰓蓋骨後緣略凹入。背鰭1枚連續具深刻，硬棘部基底較軟條部為長。硬棘間鰭膜之末端形成一個或多個毛狀突起。臀鰭具3硬棘，且特強。胸鰭寬廣，其下方5-8軟條不分枝，且變得粗壯且延長，尾鰭略凹入或圓形，體色及圖案因種類不同而異。體長可達55公分。

## 分類
傳統上為鱸形目鱸亞目䱵總科，但2017年《硬骨魚系統分類》將本科歸類于日鱸目䱵亞目。

### 種系發生學
本科處於䱵亞目演化支的基群位置，如下：

|  | \| \| 單指䱵科 Aplodactylidae \| \| \| \| \| \| 絲鰭䱵科 Chironemidae \| \| \| \| |
|  |                                                                                   |
|  | 唇指䱵科 Cheilodactylidae                                                         |
|  |                                                                                   |
|  | 單指䱵科 Aplodactylidae                                                           |
|  |                                                                                   |
|  | 絲鰭䱵科 Chironemidae                                                             |
|  |                                                                                   |

|  | 單指䱵科 Aplodactylidae |
|  |                         |
|  | 絲鰭䱵科 Chironemidae   |
|  |                         |

|  | \| \| 單指䱵科 Aplodactylidae \| \| \| \| \| \| 絲鰭䱵科 Chironemidae \| \| \| \| |
|  |                                                                                   |
|  | 唇指䱵科 Cheilodactylidae                                                         |
|  |                                                                                   |
|  | 單指䱵科 Aplodactylidae                                                           |
|  |                                                                                   |
|  | 絲鰭䱵科 Chironemidae                                                             |
|  |                                                                                   |

|  | 單指䱵科 Aplodactylidae |
|  |                         |
|  | 絲鰭䱵科 Chironemidae   |
|  |                         |

|  | \| \| 單指䱵科 Aplodactylidae \| \| \| \| \| \| 絲鰭䱵科 Chironemidae \| \| \| \| |
|  |                                                                                   |
|  | 唇指䱵科 Cheilodactylidae                                                         |
|  |                                                                                   |
|  | 單指䱵科 Aplodactylidae                                                           |
|  |                                                                                   |
|  | 絲鰭䱵科 Chironemidae                                                             |
|  |                                                                                   |

|  | 單指䱵科 Aplodactylidae |
|  |                         |
|  | 絲鰭䱵科 Chironemidae   |
|  |                         |

|  | \| \| 單指䱵科 Aplodactylidae \| \| \| \| \| \| 絲鰭䱵科 Chironemidae \| \| \| \| |
|  |                                                                                   |
|  | 唇指䱵科 Cheilodactylidae                                                         |
|  |                                                                                   |
|  | 單指䱵科 Aplodactylidae                                                           |
|  |                                                                                   |
|  | 絲鰭䱵科 Chironemidae                                                             |
|  |                                                                                   |

|  | 單指䱵科 Aplodactylidae |
|  |                         |
|  | 絲鰭䱵科 Chironemidae   |
|  |                         |

### 内部分類
其下分10個屬，如下：
- 鈍䱵屬（Amblycirrhitus）
  - 雙斑鈍䱵（Amblycirrhitus bimacula）：又稱雙斑絲鰭鷹鯛。
  - 厄氏鈍䱵（Amblycirrhitus earnshawi）
  - 印度鈍䱵（Amblycirrhitus indicus）
  - 紅點鈍（Amblycirrhitus pinos）
  - 單斑鈍（Amblycirrhitus unimacula）
- 金䱵屬（Cirrhitichthys）
  - 斑金䱵（Cirrhitichthys aprinus）：又稱橫帶鷹斑鯛。
  - 金䱵（Cirrhitichthys aureus）：又稱金色鷹斑鯛。
  - 美尾金䱵（Cirrhitichthys calliurus）
  - 鷹金䱵（Cirrhitichthys falco）：又稱真絲金䱵、鷹斑鯛。
  - 蓋氏金䱵（Cirrhitichthys guichenoti）
  - 尖鰭金䱵（Cirrhitichthys oxycephalus）：又稱尖頭金䱵。
  - 鋸緣金䱵（Cirrhitichthys serratus）
- 鬚䱵屬（Cirrhitops）
  - 條紋鬚䱵（Cirrhitops fasciatus）
  - 大眼鬚䱵（Cirrhitops hubbardi）
- 䱵屬（Cirrhitus）
  - 夏威夷䱵（Cirrhitus alternatus）
  - 大西洋䱵（Cirrhitus atlanticus）
  - 䱵（Cirrhitus pinnulatus）：又稱低眶鷹斑鯛。
  - 黑點䱵（Cirrhitus punctatus）
  - 溝䱵（Cirrhitus rivulatus）
  - 閃光䱵（Cirrhitus splendens）
- 鯉䱵屬（Cyprinocirrhites）
  - 多棘鯉䱵（Cyprinocirrhites polyactis）：又稱長鰭鯉䱵。
- 等鬚䱵屬（Isocirrhitus）
  - 六帶等鬚䱵（Isocirrhitus sexfasciatus）
- 新䱵屬（Neocirrhites）
  - 新䱵（Neocirrhites armatus）
- 尖吻䱵屬（Oxycirrhites）
  - 尖吻䱵（Oxycirrhites typus）
- 副䱵屬（Paracirrhites）
  - 副䱵（Paracirrhites arcatus）
  - 福氏副䱵（Paracirrhites forsteri）：又稱雀斑副䱵、福氏鷹斑鯛。
  - 雜色副䱵（Paracirrhites hemistictus）
  - 南大洋副䱵（Paracirrhites typee）
- 短指䱵屬（Psilocranium）
  - 條斑短指䱵（Psilocranium nigrican）

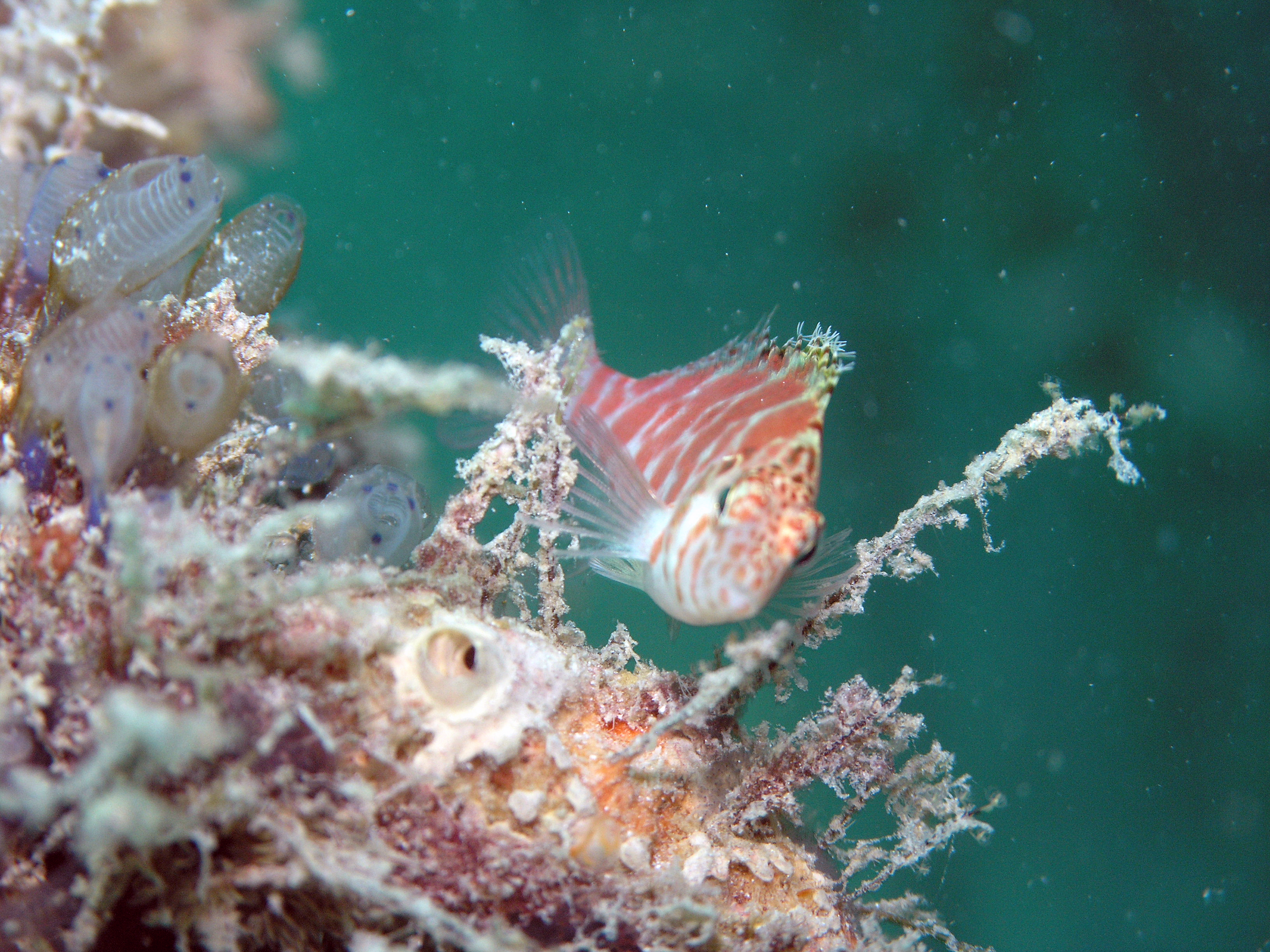
鷹金䱵 (Cirrhitichthys falco), 馬來西亞西巴丹島
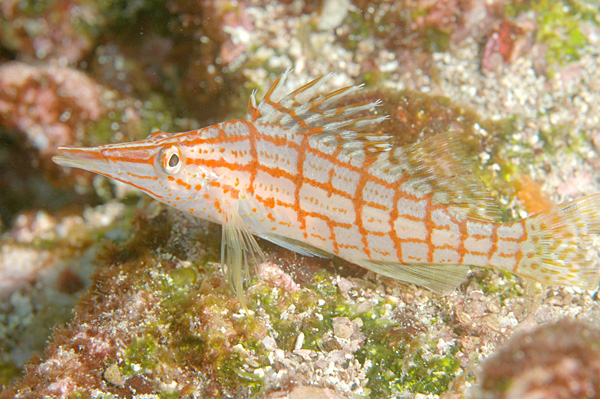
尖吻䱵 (Oxycirrhites typus), 加拉巴哥群島
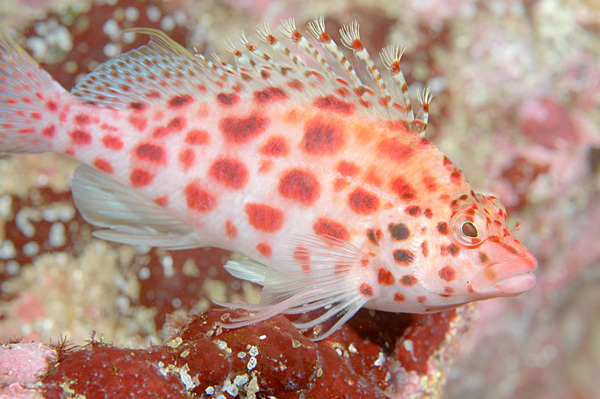
尖鰭金䱵 (Cirrhitichthys oxycephalus), 加拉巴哥群島
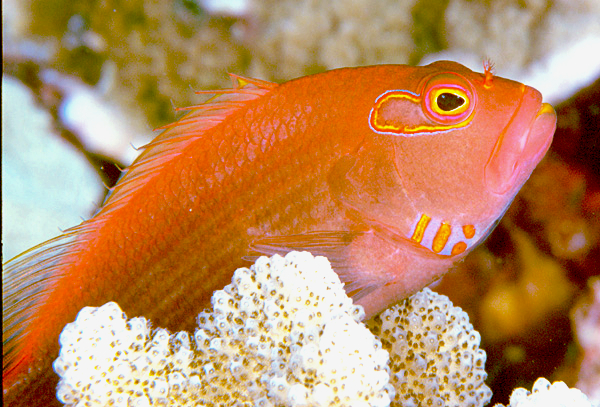
副䱵 (Paracirrhites arcatus), 夏威夷群島
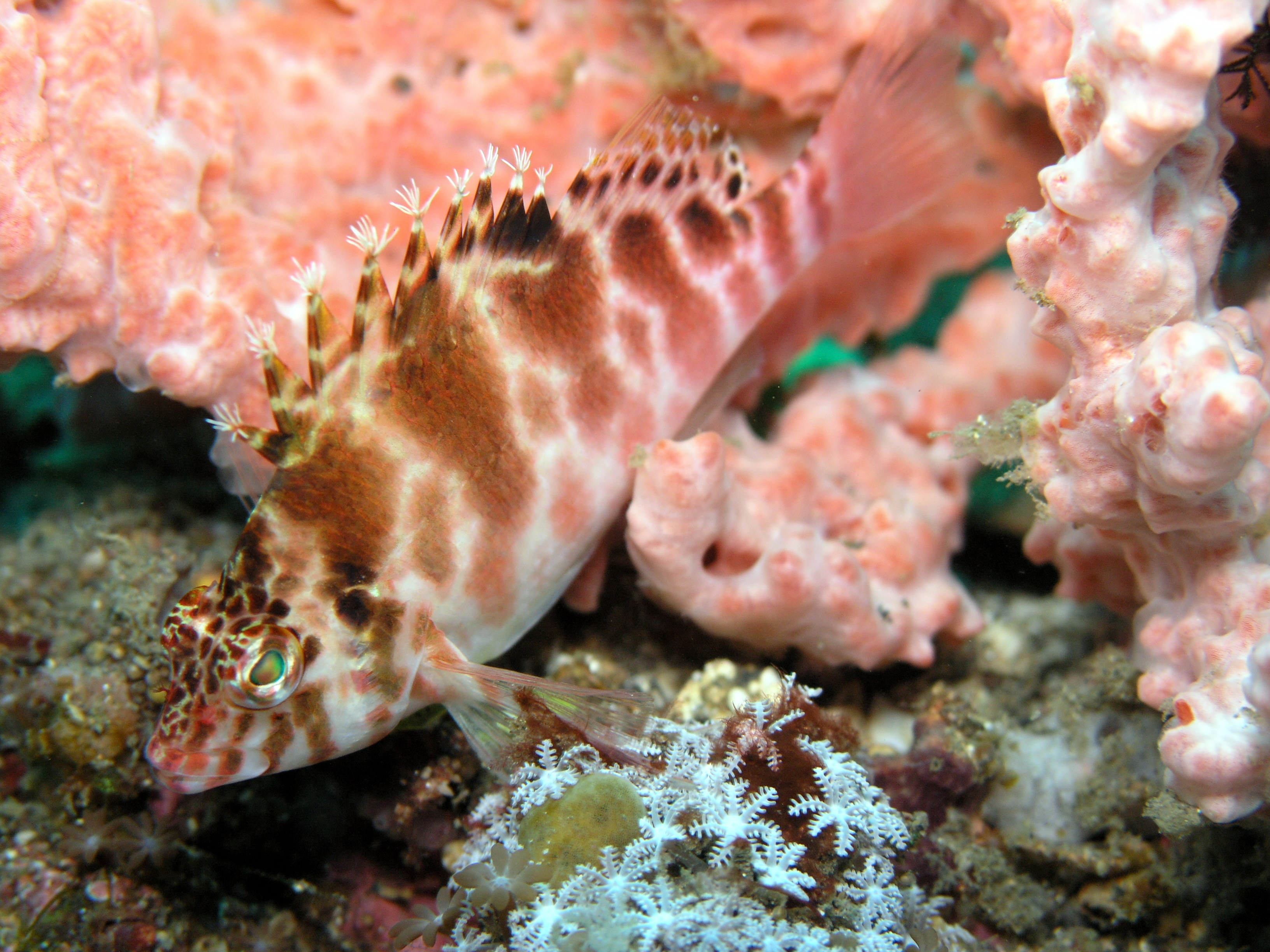
斑金䱵 (Cirrhitichthys aprinus), 印尼藍碧海峽
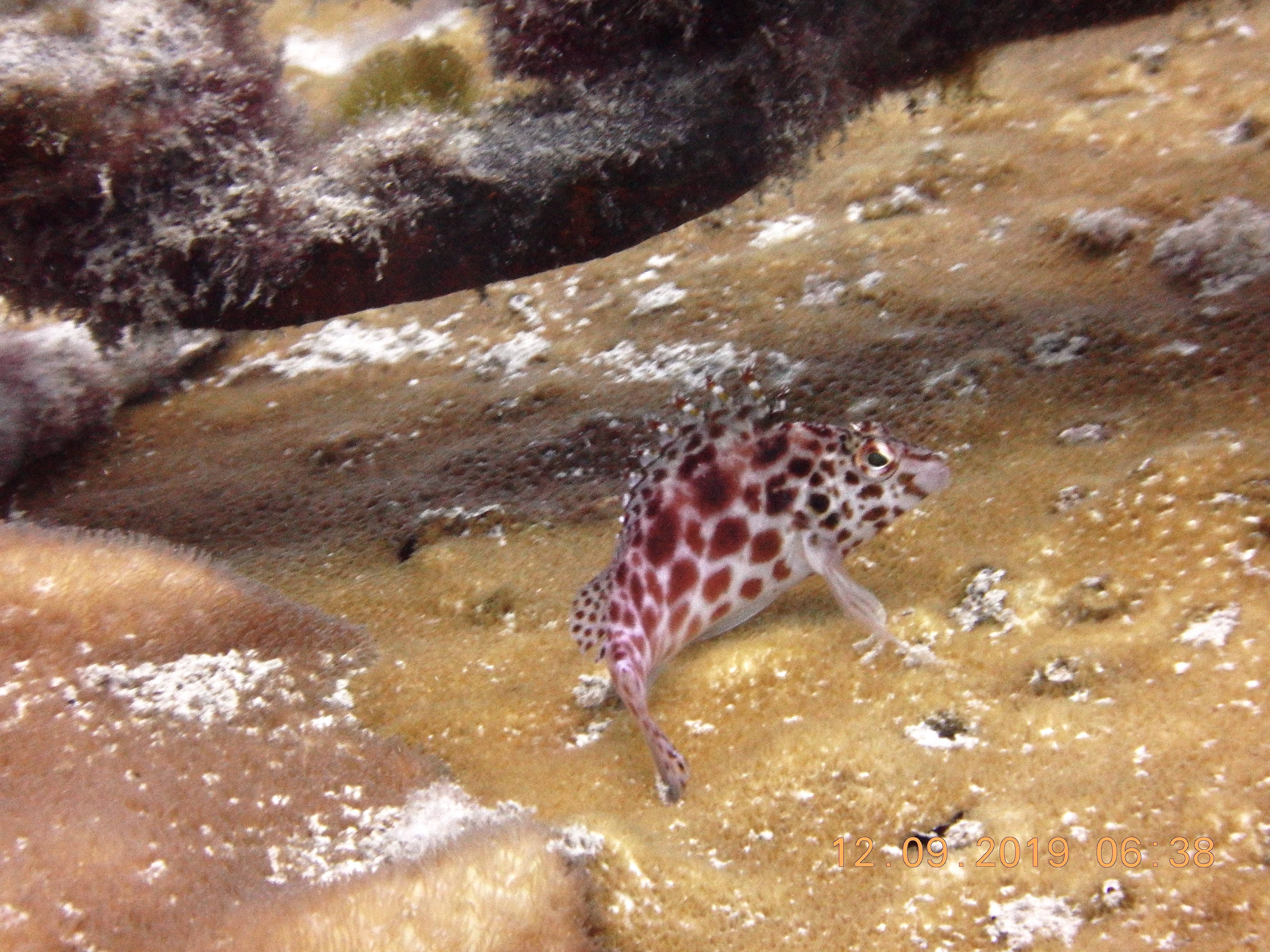
尖鰭金䱵 (Cirrhitichthys oxycephalus), 澳洲大堡礁

## 生態
本科魚類多棲息在珊瑚礁區，利用其寬大的胸鰭，以一游一停的方式在珊瑚間活動，屬肉食性，以底棲甲殼類或小魚為食，又本科魚喜愛停留在珊瑚叢的分枝上，埋伏捕捉獵物，故英文俗稱Hawkfish，具性轉變，雌魚會經由性轉變機制而變成雄魚。雄魚具領域性，為一夫多妻制。

## 經濟利用
屬於中型之食用魚，但較少人食用，因色彩鮮豔，適合做為觀賞魚。